# Mario Kart World
Mario Kart World (マリオカート ワールド, Mario Kāto Wārudo) est un jeu vidéo de course développé par Nintendo EPD et édité par Nintendo, sorti mondialement le 5 juin 2025 sur Nintendo Switch 2. Neuvième épisode principal de la série Mario Kart, il fait suite à Mario Kart 8 Deluxe, sorti en 2017 sur Nintendo Switch.
Mario Kart World met en scène des courses de kart dans l'univers de la franchise Mario. Une première dans l'histoire de la série, le jeu prend place dans un monde ouvert où tous les circuits sont interconnectés. Il inaugure également de nouvelles techniques de conduite, un mode éliminatoire et des costumes à débloquer. Enfin, les courses peuvent atteindre jusqu'à vingt-quatre joueurs, une capacité double à celle précédemment proposée.
En 2017, Mario Kart World entre en développement pour la Nintendo Switch, peu avant la sortie de Mario Kart 8 Deluxe. Son titre est choisi en lieu et place de Mario Kart 9 pour refléter la volonté des développeurs de prendre une « nouvelle approche ». Afin de s'émanciper des fortes contraintes de performance de la console, Mario Kart World est finalement réorienté vers la Nintendo Switch 2. La bande originale, composée sous la direction d'Atsuko Asahi, comprend plus de deux cents pistes, incluant des réarrangements issus de toute la franchise Mario. 

## Univers

### Personnages
Mario Kart World met en scène cinquante personnages issus de l'univers Super Mario. Contrairement à Mario Kart 8, aucun personnage provenant d'autres franchises n'est présent et les Miis ne font pas leur retour.
Le jeu marque ainsi le retour de Mario, Luigi, Peach, Daisy, Harmonie, Pauline, Yoshi, Birdo, Toad,  Toadette, Bowser, Bowser Jr., Donkey Kong, Wario, Waluigi, Koopa, Skelerex, Maskass, Lakitu, Bébé Mario, Bébé Luigi, Bébé Peach, Bébé Daisy, Bébé Harmonie, Roi Boo, Wiggler, Carottin, Frère Marto, Topi Taupe et Bill Dozer.
De nouveaux personnages sont également introduits : Goomba, Plante Piranha, Spike, Cheep Cheep, Catacouac, Pingouin, Torti Taupe, Pokey, Ossec, Swooper, Vache, Pianta, Dauphin, Zarbipas, Paltrak, Butitine, Bonhomme de neige, Paracoccinelly, Pico Condor et Crapognon.
Enfin, comme dans Mario Kart Tour, les personnages peuvent être personnalisés grâce à des costumes alternatifs.

### Circuits et arènes
Mario Kart World propose 30 circuits, dont 16 inédits et 14 revisités d'anciens épisodes de la série.
Ces circuits marquent les lieux principaux du monde ouvert dans lequel se déroule le jeu. Ils sont reliés entre eux par des routes et des chemins. Le monde est divisé en régions, caractérisées par des environnements variés : plaine au centre, désert au sud-ouest, volcan au nord-ouest, forêt au nord, montagnes au nord-est, côtes à l'est, savane et jungle au sud-est ou encore mer au sud.
En mode Grand Prix, les circuits sont répartis par quatre au sein d'une coupe. Les coupes peuvent présenter un mélange de circuits inédits et revisités.
| Circuits du mode Grand Prix{{efn\|Les initiales précédant les noms des circuits et des arènes désignent l'épisode duquel ils sont originellement issus : « SNES » : Super Mario Kart, « N64 » : Mario Kart 64, « GCN » : [[Mario Kart: Double Dash | Circuits du mode Grand Prix{{efn\|Les initiales précédant les noms des circuits et des arènes désignent l'épisode duquel ils sont originellement issus : « SNES » : Super Mario Kart, « N64 » : Mario Kart 64, « GCN » : [[Mario Kart: Double Dash | Circuits du mode Grand Prix{{efn\|Les initiales précédant les noms des circuits et des arènes désignent l'épisode duquel ils sont originellement issus : « SNES » : Super Mario Kart, « N64 » : Mario Kart 64, « GCN » : [[Mario Kart: Double Dash | Circuits du mode Grand Prix{{efn\|Les initiales précédant les noms des circuits et des arènes désignent l'épisode duquel ils sont originellement issus : « SNES » : Super Mario Kart, « N64 » : Mario Kart 64, « GCN » : [[Mario Kart: Double Dash | ]], « DS » : Mario Kart DS, « Wii » : Mario Kart Wii, « 3DS » : Mario Kart 7 et « NSW » : Mario Kart 8 Deluxe.\|nom=initiales}}, |
| Coupe Champignon | Coupe Fleur | Coupe Étoile | Coupe Carapace | |
| --- | --- | --- | --- | --- |
| Circuit Mario Bros. | DS Désert du Soleil | DS Alpes DK | SNES Plage Koopa | |
| Trophéopolis | 3DS Souk Maskass | Pic de l'observatoire | Savane sauvage | |
| Mont Tchou Tchou | N64 Stade Wario | NSW Cité Sorbet | Trophéopolis | |
| Spatioport DK | DS Bateau volant | 3DS Galion de Wario | Stade Peach | |
| Coupe Banane | Coupe Feuille | Coupe Éclair | Coupe Spéciale | |
| GCN Plage Peach | Chutes Cheep Cheep | Wii Prairie Meuh Meuh | Chemin du chêne | |
| Cité Fleur-de-sel | Gouffre Pissenlit | N64 Montagne Choco | SNES Circuit Mario | |
| GCN Jungle Dino Dino | Cinéma Boo | Wii Usine Toad | Stade Peach | |
| Bloc ? antique | Fournaise osseuse | Château de Bowser | Route Arc-en-ciel | |

En mode Survie, chaque rallye est composé de six circuits formant les principaux points de passage.
| Circuits du mode Survie, | Circuits du mode Survie, | Circuits du mode Survie, | Circuits du mode Survie, | Circuits du mode Survie, | Circuits du mode Survie, | Circuits du mode Survie, |
| Rallye                   | Départ                   | 1er passage              | 2e passage               | 3e passage               | 4e passage               | Arrivée                  |
| ------------------------ | ------------------------ | ------------------------ | ------------------------ | ------------------------ | ------------------------ | ------------------------ |
| Turbo                    | DS Désert du Soleil      | Circuit Mario Bros.      | N64 Montagne Choco       | Wii Prairie Meuh Meuh    | SNES Circuit Mario       | Chemin du chêne          |
| Glace                    | NSW Cité Sorbet          | Pic de l'observatoire    | Gouffre Pissenlit        | Chutes Cheep Cheep       | Stade Peach              | Trophéopolis             |
| Lune                     | Château de Bowser        | Wii Usine Toad           | Wii Prairie Meuh Meuh    | Gouffre Pissenlit        | Chutes Cheep Cheep       | Savane sauvage           |
| Épines                   | Cinéma Boo               | Pic de l'observatoire    | DS Alpes DK              | Cité Fleur-de-sel        | GCN Plage Peach          | 3DS Galion de Wario      |
| Cerises                  | GCN Plage Peach          | GCN Jungle Dino Dino     | SNES Plage Koopa         | Spatioport DK            | Mont Tchou Tchou         | DS Désert du Soleil      |
| Gland                    | Wii Usine Toad           | N64 Stade Wario          | N64 Montagne Choco       | Stade Peach              | Chutes Cheep Cheep       | DS Alpes DK              |
| Nuage                    | DS Bateau volant         | 3DS Souk Maskass         | Circuit Mario Bros.      | Trophéopolis             | Savane sauvage           | Bloc ? antique           |
| Cœur                     | 3DS Souk Maskass         | DS Bateau volant         | Fournaise osseuse        | SNES Circuit Mario       | Wii Prairie Meuh Meuh    | Stade Peach              |

Enfin, à l'instar des épisodes précédents, le mode Bataille prend place dans des arènes majoritairement inédites, ces dernières étant inspirées de zones principales du monde, accompagnée d'une arène revisitée d'un épisode précédent.
| Arènes du mode Bataille | Arènes du mode Bataille | Arènes du mode Bataille | Arènes du mode Bataille |
| ----------------------- | ----------------------- | ----------------------- | ----------------------- |
| Circuit Mario Bros.     | Prairie Meuh Meuh       | Stade Peach             | Cité Fleur-de-sel       |
| Désert Chomp            | Jungle Dino Dino        | N64 Gros Donut          | Alpes DK                |

### Objets
Comme dans chaque épisode de la série, les objets sont un élément central des courses, permettant aux joueurs de se défendre ou d'attaquer leurs adversaires. Les objets sont distribués dans des boîtes à objets simples ou doubles.
Mario Kart World met à la disposition du joueur de nombreux objets traditionnels de la série, comme les bananes, champignons et carapaces. Il marque également le retour d'objets moins communs comme la plume acrobate de Super Mario Kart, le méga champignon de Mario Kart Wii, le super klaxon de Mario Kart 8 ainsi que le marteau, la fleur de glace et la boîte à pièces de Mario Kart Tour. De nouveaux objets sont également introduits :
- la carapace à pièces, qui suit le tracé de la route et libère des pièces tout en percutant les pilotes[10] ;
- Kamek, qui fait apparaître divers obstacles sur le circuit et transforme certains adversaires ;
- le snack turbo, qui procure une accélération et peut changer la tenue du personnage[10].

Enfin, le comportement des objets connaît des changements. Par exemple, les objets à jeter, tels que les carapaces ou les bananes, sont désormais systématiquement traînés derrière le kart, à la manière de Mario Kart Tour.

## Système de jeu

### Généralités
Mario Kart World est un jeu de course dans lequel des personnages de la série Super Mario s'affrontent dans des courses de karting. Il constitue le dixième opus de la série Mario Kart,,.
Le titre est fidèle aux principes fondamentaux de la série et remet en place plusieurs mécaniques telles que la collecte de pièces déjà présente dans Super Mario Kart, l'utilisation de motos inaugurée dans Mario Kart Wii ainsi que la conduite aérienne apparue dans Mario Kart 7, bien que la conduite sous-marine est cependant absente et que celle de l'antigravité l'est aussi. Il apporte également son lot de nouveautés. Le nombre maximal de participants à une course est doublé par rapport à l'épisode précédent pour atteindre vingt-quatre. L'atmosphère des courses est amenée à varier en fonction de l'heure et de la météo.
Sur le plan de la conduite, certains circuits permettent désormais de naviguer sur l'eau. Les joueurs ont également la possibilité d'effectuer davantage de figures, telles que le saut chargé, la glisse sur rail et la conduite sur paroi,,. Il est également possible de pivoter sur place, ou encore de revenir sur son chemin grâce à la fonction « rembobiner », uniquement un mode solo.

### Modes de jeu
Mario Kart World propose plusieurs modes de jeu.
- Le mode Grand Prix propose quatre courses prenant place sur quatre circuits interconnectés. La première course se déroule en intégralité dans un circuit, et les courses suivantes se déroulent pour partie sur la route reliant deux circuits[18].
- En mode Survie, vingt-quatre joueurs s'affrontent dans une course éliminatoire sans interruption, le long d'un itinéraire composé de six circuits interconnectés. À chacun des cinq points de contrôle répartis sur le trajet, les quatre derniers joueurs sont éliminés[19].
- Le mode Balade permet de quitter le tracé des circuits et explorer librement le monde du jeu afin de trouver les panneaux ?, collecter les médailles Peach et accomplir diverses missions, signalées par les interrupteurs P[10],[15]. Il est possible de passer en mode miroir dans ce mode en traversant le vitrail de Peach au circuit Stade Peach comme un tableau de Super Mario 64[20].
- En mode Contre-la-montre, le joueur doit réaliser le meilleur temps sur le circuit en affrontant des fantômes d'autres joueurs[10].
- Le mode Course VS propose d'organiser ses propres compétitions avec des règles personnalisables[10].
- En mode Bataille, les joueurs s'affrontent dans des arènes et doivent éclater les ballons des concurrents ou collecter un maximum de pièces avant la fin du temps imparti[10].

## Développement
En mars 2017, peu avant la sortie de Mario Kart 8 Deluxe, Mario Kart World commence à être prototypé en tant que jeu Nintendo Switch. À la fin de cette même année, la division Nintendo Entertainment Planning & Development lance officiellement la production du jeu. Kōsuke Yabuki, producteur de la série, souhaite que ce nouvel épisode innove par rapport au système de jeu traditionnel en introduisant un monde ouvert, considérant que la formule classique est arrivée à maturité avec Mario Kart 8 Deluxe. Dès les premières phases de développement, le jeu est baptisé Mario Kart World plutôt que « Mario Kart 9 » afin de revendiquer une approche inédite pour la franchise.
En 2020, alors qu'ils cherchent à implémenter et optimiser les éléments caractéristiques du gameplay de Mario Kart World (tels que le monde ouvert et les courses à vingt-quatre joueurs), les développeurs se heurtent aux contraintes de performances de la Switch. En parallèle, les spécifications techniques de la Switch 2 commencent à se préciser. Afin d'épargner des compromis trop importants sur la vision du jeu, Mario Kart World est réorienté vers la Switch 2, permettant aux développeurs d'élargir leurs ambitions pour le titre,.
Le jeu est évoqué dès janvier 2022 par l'analyste Serkan Toto, repris par IGN, selon qui le successeur de Mario Kart 8 serait « activement en développement » et proposerait notamment une nouvelle approche de la course. Il émet également l'hypothèse d'un premier teasing au cours de l'année.
En janvier 2025, le jeu est finalement dévoilé à travers quelques images, à l'occasion du tout premier aperçu de la Nintendo Switch 2. Une bande-annonce de Mario Kart World ainsi que son titre sont présentés lors du premier Nintendo Direct consacré à la console, le 2 avril 2025. Un Nintendo Direct dédié au jeu, présentant les personnages, circuits, modes de jeu et nouvelles techniques, est ensuite diffusé le 17 avril 2025.

## Accueil

### Critiques
Le jeu reçoit des critiques généralement favorables de la part de la presse spécialisée, avec une moyenne de 86/100 sur Metacritic.
La mise à jour 1.1.2 déployée fin juin 2025, qui corrige l'option « aléatoire » dans le jeu en ligne et ne garantit alors plus une piste de trois tours, est globalement mal reçu de la part des joueurs,.

### Ventes
En quatre jours, le jeu s'écoule à un peu plus de 782 000 exemplaires au Japon (un record pour un titre de lancement), et à un peu moins de 160 000 exemplaires en France (principalement inclus en pack avec la console).

### Controverse sur le prix
Lors de son annonce, de nombreux joueurs ont jugé que le prix de revente conseillé du jeu était bien trop élevé, amenant Nintendo à justifier ce tarif en arguant d'une expérience de meilleure qualité accompagnée de beaucoup de contenu. Mario Kart World est ainsi passé dans la catégorie des jeux AAA de Nintendo, dont le prix conseillé a augmenté de 10 € sur Nintendo Switch 2, tandis que le tarif plus élevé du jeu en version physique est expliqué par l'utilisation d'une technologie permettant une vitesse de lecture plus importante des cartes.